# Pravidlo dvojné vazby
Pravidlo dvojné vazby udává, že prvky s hlavním kvantovým číslem valenčních elektronů vyšším než 2 (prvky třetí nebo vyšší periody) většinou nevytváří násobné (dvojné, trojné, ...) vazby. Pokud se příslušné dvojné vazby vytvoří, jsou často slabé kvůli malému překryvu orbitalů. Odpovídající sloučeniny nemusí být nutně nestabilní, ale místo toho být náchylné k polymerizaci; jako příklad lze uvést prudkou polymerizaci při kondenzaci disíry (S2), těžšího analogu dikyslíku (O2). Z tohoto pravidla existuje řada výjimek.
Dvojné vazby
| Dvojné vazby na uhlík a sousední prvky |             |                 |                           |                                            |                                                                                   |                                                                        | |
|                                        | B bor (n=2) | C uhlík (n=2)   | N dusík (n=2)             | O kyslík (n=2)                             | Si křemík (n=3)                                                                   | P fosfor (n=3)                                                         | S síra (n=3) |
| -------------------------------------- | ----------- | --------------- | ------------------------- | ------------------------------------------ | --------------------------------------------------------------------------------- | ---------------------------------------------------------------------- | --- |
| B                                      | diboreny    | alkylidenborany | aminoboranylideny, vzácné | oxoborany, vzácné, rychle se oligomerizují | borasileny (vzácné)                                                               | boranylidenfofany, vzácné, je známo několik stabilních případů         | thioxoborany, vzácné |
| C                                      |             | alkeny          | iminy                     | karbonylové sloučeniny                     | sileny                                                                            | fosfaalkeny                                                            | thioketony |
| N                                      |             |                 | azosloučeniny             | nitrososloučeniny                          | silaniminy, vzácné, snadno se oligomerizují, pozorovány jen za nízkých teplot     | fosfazeny (P=N)                                                        | sulfiliminy |
| O                                      |             |                 |                           | singletový kyslík                          | silanony, vazby Si=O jsou značně reaktivní, objevuje se oligomerizace na siloxany | řada skupin, například fosfinoxidy, fosfonáty, fosfináty, fosforečnany | sulfoxidy |
| Si                                     |             |                 |                           |                                            | disileny                                                                          | silylidenfosfany (také nazývané jako fosfasileny, vzácné               | silanthiony, vzácné, snadno se oligomerizují                                                                                            |
| P                                      |             |                 |                           |                                            |                                                                                   | difosfeny                                                              | běžné, například v thiofosforečnanech a fosfinsulfidech, například trifenylfosfinsulfidu, také u 1,3,2,4-dithiadifosfetan-2,4-disulfidů |
| S                                      |             |                 |                           |                                            |                                                                                   |                                                                        | disíra, thiosulfoxidy |

Trojné vazby
| Trojné vazby na uhlík a sousední prvky |             |               |                          |                     |                 |                        |                       |                    |                |
|                                        | B bor (n=2) | C uhlík (n=2) | N dusík (n=2)            | O kyslík (n=2)      | Si křemík (n=3) | P fosfor (n=3)         | S síra (n=3)          | Ge germanium (n=4) | As arsen (n=4) |
| -------------------------------------- | ----------- | ------------- | ------------------------ | ------------------- | --------------- | ---------------------- | --------------------- | ------------------ | -------------- |
| B                                      | Diboryny    |               | známo u (t-Bu)BN(t-Bu)   |                     |                 |                        |                       |                    |                |
| C                                      |             | alkyny        | kyanidy                  | oxid uhelnatý (C≡O) | silyny          | fosfaalkyny            | sulfid uhelnatý (C≡S) |                    | arsaalkyny     |
| N                                      |             |               | didusík, diazoniové soli |                     |                 | nitrid fosforitý (P≡N) |                       |                    |                |
| Si                                     |             |               |                          |                     | disilyny        |                        |                       |                    |                |
| P                                      |             |               |                          |                     |                 | difosfor               |                       |                    |                |
| Ge                                     |             |               |                          |                     |                 |                        |                       | digermyn           |                |